# ATP Challenger Tjumen
Das ATP Challenger Tjumen (offizieller Name: Siberia Cup) war ein Tennisturnier in Tjumen, das 2012 und 2013 ausgetragen wurde. Es war Teil der ATP Challenger Tour und wurde in der Halle auf Hartplatz ausgetragen.

## Liste der Sieger

### Einzel
| Jahr | Sieger          | Finalgegner       | Ergebnis       |
| ---- | --------------- | ----------------- | -------------- |
| 2013 | Andrei Golubew  | Andrei Kusnezow   | 6:4, 6:3       |
| 2012 | Jewgeni Donskoi | Illja Martschenko | 6:76, 6:3, 6:2 |

### Doppel
| Jahr | Sieger                        | Finalgegner                             | Ergebnis |
| ---- | ----------------------------- | --------------------------------------- | -------- |
| 2013 | Sjarhej Betau Aljaksandr Bury | Iwan Anikanow Ante Pavić                | 6:4, 6:2 |
| 2012 | Ivo Klec Andreas Siljeström   | Konstantin Krawtschuk Denys Moltschanow | 6:3, 6:2 |